# Fuentelviejo
Fuentelviejo es un municipio y localidad española de la provincia de Guadalajara, en la comunidad autónoma de Castilla-La Mancha. El término municipal, ubicado en la comarca de la Alcarria, tiene una población de 56 habitantes (INE 2024).

## Geografía
Integrado en la comarca de La Alcarria, se sitúa a 25 km de la capital provincial. El término municipal está atravesado por la carretera nacional N-320, entre los pK 251 y 252, por la carretera autonómica CM-2006, que conecta con Hueva, y por carreteras locales que permiten el acceso al pueblo desde la carretera autonómica. 
La población está emplazada sobre un hermoso balcón natural en el vértice de un páramo alcarreño y la vega del arroyo Prá, afluente del río Tajuña. Justo debajo de la población emerge un manantial que gozó de fama por la calidad de sus aguas y es más que probable origen del nombre de la villa.
La altitud oscila entre los 965 m al oeste, en un páramo alcarreño, y los 720 m a orillas del arroyo, estando el pueblo a una altitud de 884 m sobre el nivel del mar. Limita con los términos municipales de Armuña de Tajuña, Tendilla, Moratilla de los Meleros y Renera.

## Historia
Hay restos arqueológicos prerromanos diseminados en los alrededores del paraje del cerro del Olivillo. Allí subsiste el enorme sarcófago de piedra con forma de pesebre, al que una antigua leyenda recogida a mitad del siglo XVII por Francisco de Torres, atribuye que dio de beber al caballo de Alvar Fáñez de Minaya y al que muchos autores emplazan, sin fundamento, en la vecina Romanones.
Fuentelviejo contó con mucha más población en el pasado: 180 vecinos y 2 clérigos (más de 600 habitantes) tenía en 1591 (censo de los Millones de Felipe II). Pero la peste bubónica segó la vida de 187 personas entre julio y octubre de 1599 y la villa no se recuperó. Para el año 1712 el censo de Campoflorido contabiliza 15 vecinos, que se ampliaron a 73 vecinos (aprox. 300 habitantes) en marzo de 1752, según hicieron constar Isidoro Despierto Moreno y Diego Pérez Sánchez, alcaldes ordinarios, a los funcionarios del censo del marqués de la Ensenada. 
En marzo de 1428 esta, entonces, aldea fue desgajada del Alfoz de Guadalajara por el rey Juan II de Castilla  y donada a su hermana la infanta doña Catalina. Al año siguiente el rey recuperó el dominio sobre ella, para entregárselo el 18 de agosto de 1430 a su cortesano, Íñigo López de Mendoza, más conocido por marqués de Santillana. A la muerte de este en 1458, heredó sus términos su segundo hijo, el primer conde de Tendilla y, desde entonces condes de Tendilla y, sus herederos, los marqueses de Mondéjar serían los señores de la villa hasta que las Cortes de Cádiz derogaron los señoríos feudales en 1811.
Su cofradía religiosa más antigua, la de San Juan Bautista, data al menos de 1536, aceptando sus constituciones Gaspar de Quiroga, arzobispo de Toledo el 8 de febrero de 1580. Otra cofradía católica de la villa, la de Nuestra Señora de la Estrella, fundada el 8 de diciembre de 1665 y cuyo primer prioste fue Gabriel Ramírez de Arellano, alcanzó notoriedad en la comarca al sufragar el entierro de María, niña de 7 años e hija natural del conde de Tendilla, José Ibáñez de Segovia y Mendoza, fallecida en Fuentelviejo el 5 de febrero de 1691.
En la guerra de la Independencia, a partir del verano de 1809, la partida guerrillera de Juan Martín Díez El Empecinado frecuentó la villa y la utilizó sistemáticamente como base para controlar los movimientos de tropas francesas, dado su emplazamiento privilegiado que domina la carretera Guadalajara-Cuenca a su paso por tres valles.
Nació en esta villa el 31 de diciembre de 1885 Nicolás Baquero Moreno, clérigo relevante en Guadalajara, asesinado en la prisión provincial el 6 de diciembre de 1936 con la escusa de los bombardeos efectuados por la aviación alemana en aquella ciudad. También fue asesinado, cerca de Guadalajara, al principio de la guerra civil, el cura párroco de este pueblo, titular de San Miguel, Constantino Sánchez Sánchez, natural de la vecina Armuña de Tajuña.
El Diccionario geográfico-estadístico-histórico de España y sus posesiones de Ultramar, de Pascual Madoz, describe Fuentelviejo como sigue:

FUENTE EL VIEJO: v. con ayunt. en la prov. de Guadalajara (4 leg.), part. jud. do Pastrana (2 1/2), aud. terr. de Madrid (10), c. g. de Castilla la Nueva, dióc. de Toledo (18): SIT. en la parte superior de un barranco con esposicion al O., la resguardan de los vientos, en las demás direcciones, 3 cerros, de tos cuales el mas elevado el que se halla al E.; goza de CLIMA sano, y no se padecen mas enfermedades especiales que algunos catarros: tiene 110 casas; la consistorial con cárcel; un hospital para albergue de pobres transeuntes; pósito con el fondo de 300 fan. de trigo; escuela de instrucción primaria frecuentada por 35 alumnos á cargo de un maestro dotado con 1,100 rs.; una igl. parr. de térm. (San Miguel) servida por un cura de provisión real, previo concurso; hay 2 cementerios, el uno conliguo á la igl. y el otro fuera de la v. á la parte del N., en posición que no ofende á la salubridad pública; inmediata á las casss se encuentra una fuente do abundantes aguas potables, con pilón para abrevadero de los ganados, y otro para lavadero de ropas: confina el TÉRM. N. Romanones; E. Tendilla; S. Ranera, y O. Armuña; dentro de él se encuentran varios manantiales y 2 ermitas, Ntra. Sra. de la Soledad y San Roque: el TERRENO es quebrado, áspero, pedregoso y en su mayor parle flojo; comprende varios huertos que se riegan con las aguas sobrantes de la fuente pública; un egido de 80 fan. de tierra y un monte robledar de 3,000; se hallan en cultivo 1,800 fan. en esta forma: l00 de primera clase, fertilizadas por unarroyo que baja de Tendilla, 700 de segunda y l00 de tercera. CAMINOS: los locales en mediano estado, ya por la escabrosidad del terreno y ya por lo poco que se cuida de ellos: CORREO: se recibe y despacha en la carteria de Armuña por el balijero do Pastrana, llega martes, jueves y sábados, y sale lunes, miércoles y viernes. PROD.: trigo, cebada, centeno, avena, almortas, lentejas , yeros, aceite y vino; se cria ganado lanar, cabrio , mular y asnal; caza de liebres, conejos y perdices. IND.: la agrícola, algunos telares de lienzos ordinarios, dos molinos, uno harinero y otro aceitero, fabricación de yeso y el carboneo cuando se permite la corta en el monte. COMERCIO: esportacion del sobrante de frutos é importación de los art. de consumo que faltan. POBL.: 141 vec., 482 alm. CAP. PROD.: 2.241,100 rs. IMP.: 165,775. CONTR.: 10,831. PRESUPUESTO MUNICIPAL: 2,000 rs., se cubre con los prod. de propios y reparto vecinal en caso de déficit.

## Demografía
Fuentelviejo cuenta con una población de 56 habitantes (INE 2024).
| Gráfica de evolución demográfica de Fuentelviejo entre 1842 y 2021                                                  |
| |
| Población de derecho según los censos de población del INE Población de hecho según los censos de población del INE |

| 76            | 81 | 57 | 60 | 59 | 41 | 70 |
| (Fuente: INE) |    |    |    |    |    |    |

## Patrimonio

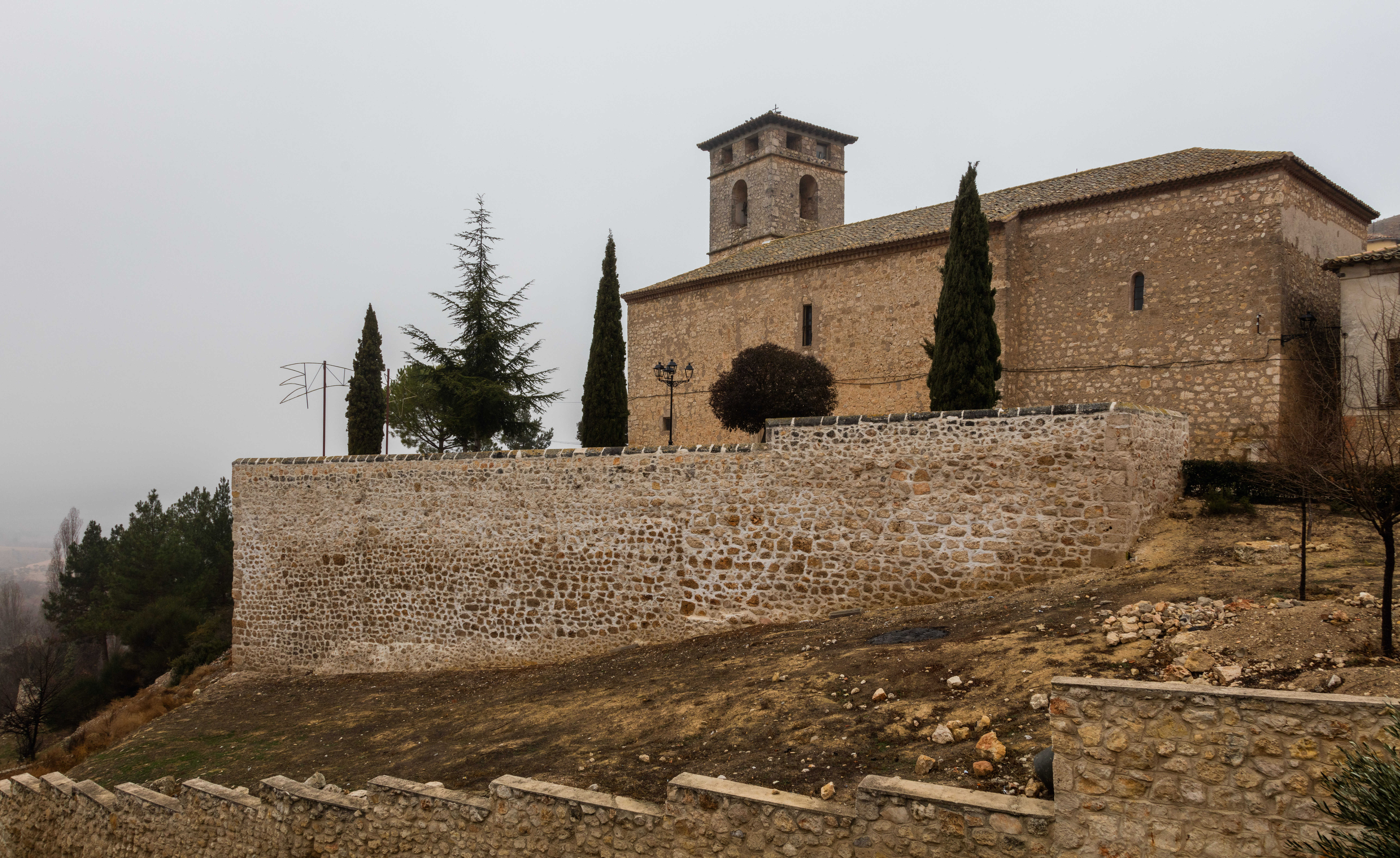
Iglesia de San Miguel Arcángel

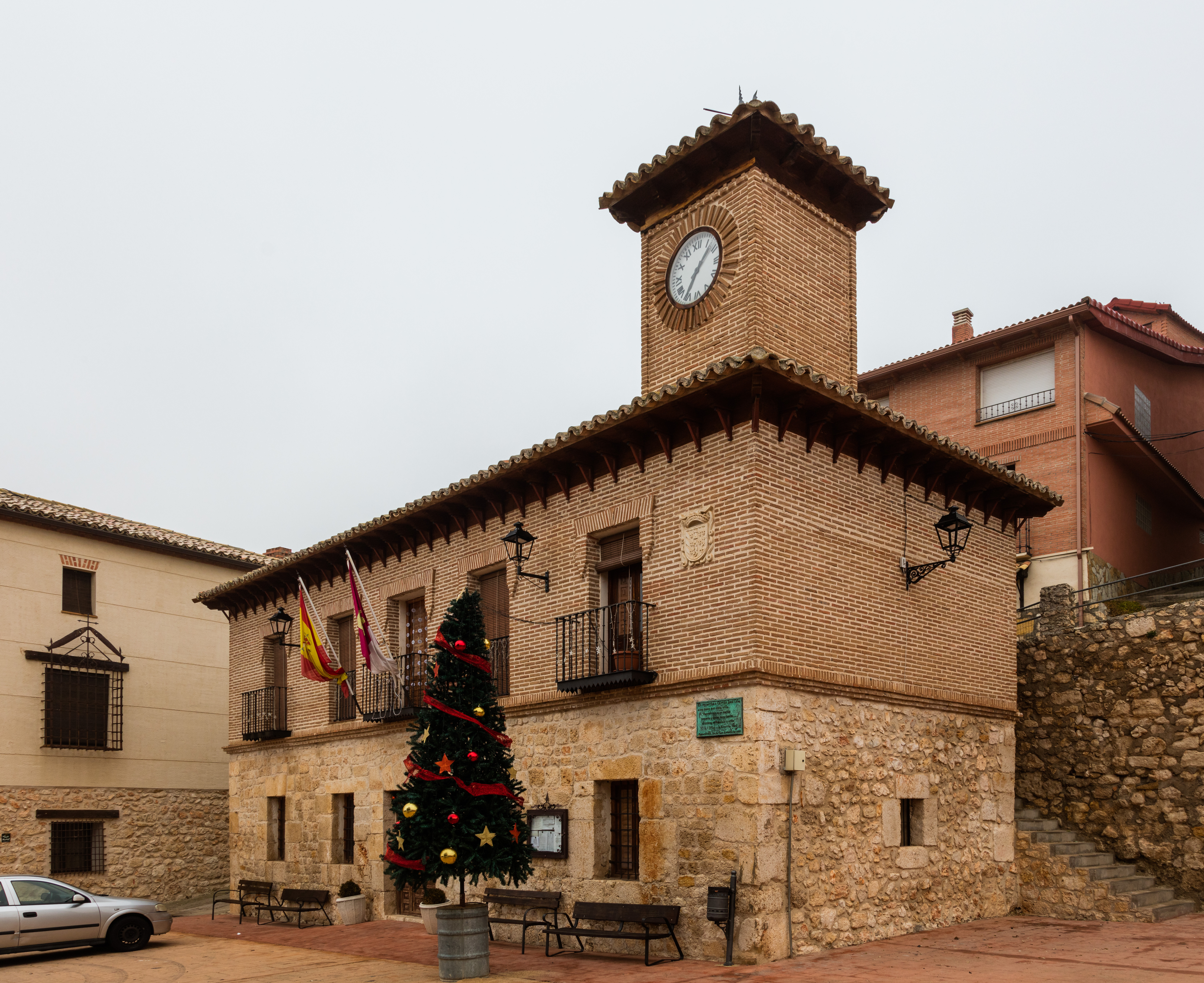
Ayuntamiento de Fuentelviejo

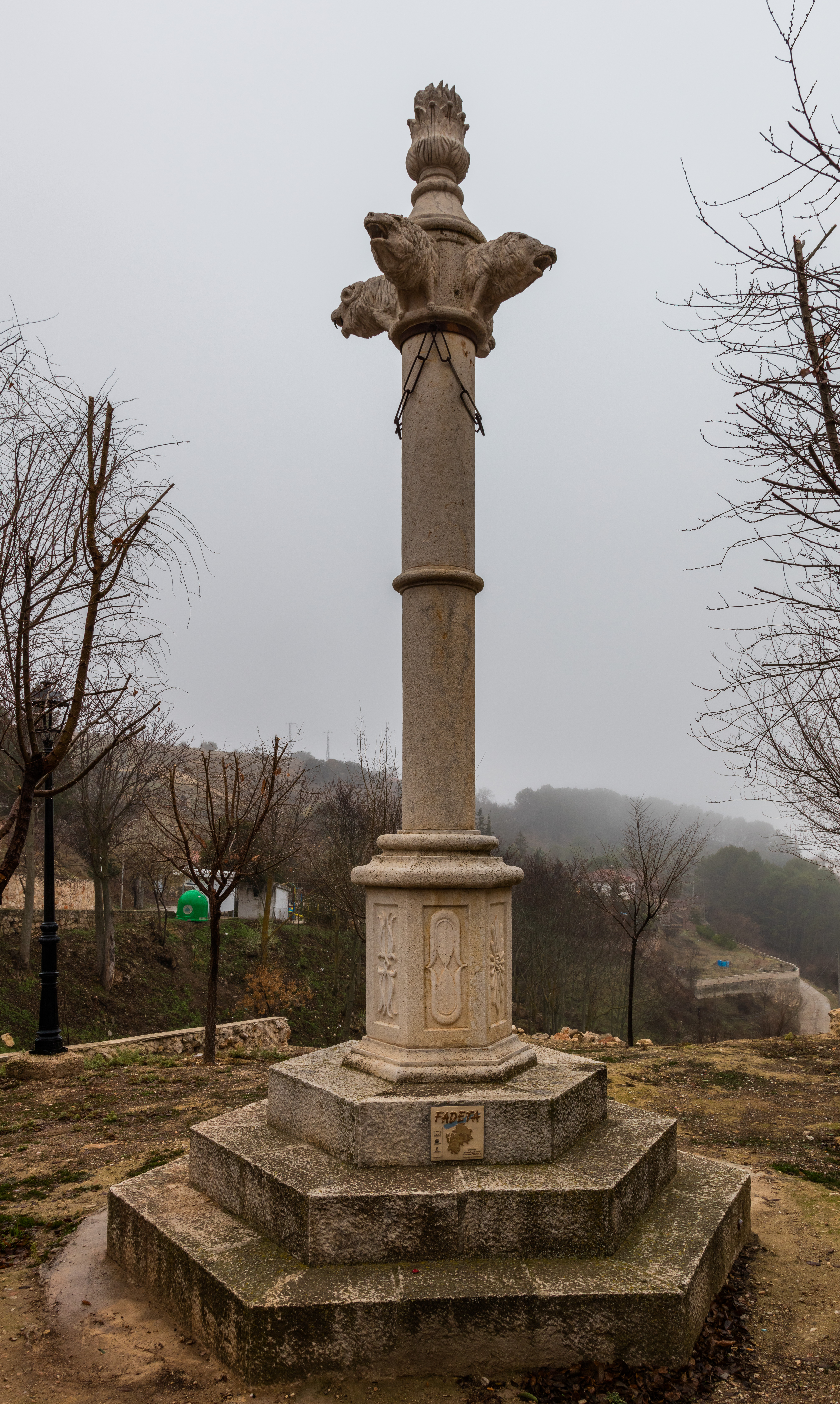
Picota de Fuentelviejo

- Posee una iglesia parroquial dedicada a San Miguel Arcángel, construida en fases a lo largo de todo el siglo XVI. Para el año 1552, uno de sus clérigos, llamado Juan Vázquez, obtuvo el permiso del arzobispo de Toledo, Juan Martínez Silíceo, para fundar a sus expensas la capilla de Santa Marta, que aún se conserva en el lado del evangelio. En 1572 trabajaba todavía en la construcción del templo, en calidad de arquitecto, el maestro cántabro Francisco de Naveda. Y en ceremonia multitudinaria celebrada el 17 de octubre de 1595, Diego de la Calzada, obispo de Salona, consagró la campana mayor del templo y dio por concluidas las obras ante los entonces alcaldes ordinarios de la villa: Juan Lorenzo y Pedro Calvo.
- Su plaza Mayor está dedicada al ingeniero de caminos Luis Sierra Piqueras, quien hacia 1950 construyó la carretera de acceso desde el empalme de Tendilla. Dispone la plaza de antiguo frontón para juego de pelota y varias casas blasonadas que pertenecieron a dos familias adineradas y con ramificaciones de hidalguía: los Ramírez de Arellano y los Baquero de Lirueña. En una de ellas, desaparecida recientemente, se celebró el 13 de mayo de 1824 el banquete de las bodas de Mariano Pardo López, natural de Aranzueque y la fuentelviejera María Juana González de Aledo, heredera de los Ramírez de Arellano y tan relevante que actuó de testigo en ella José Nomdedeu, Brigadier del Regimiento de Caballería de los Lanceros del Rey y antiguo lugarteniente de El Empecinado y amigo de la familia de la novia desde sus numerosas estancias en Fuentelviejo durante la guerra contra los franceses. Hasta que la epidemia de grafiosis de 1982 lo secó, en mitad de esta plaza estuvo plantado más de cinco siglos un gigantesco y majestuoso olmo. Tan grande era que prácticamente ocupaba con su copa toda su extensión. Hoy un joven pino, plantado en el mismo lugar, mantiene viva la nostálgica estampa de aquel.
- Hasta bien avanzado el siglo XIX dispuso de un afamado hospital de peregrinos que gestionaba el concejo. Funcionaba ya a finales del siglo XVII, según los libros conservados, pero probablemente su fundación hay que remontarla al siglo XVI.
- En el término municipal, aunque algo alejada del casco histórico, se halla la ermita de San Roque, que ya existía a principios del siglo XIII y es una de las más antiguas de toda La Alcarria, según consta en las escrituras conservadas. Desde el promontorio donde se halla se divisan perfectamente los valles del Tajuña, del Ungría y del Prá. Llegadas a mitad de agosto las fiestas patronales, los lugareños bajan desde esta ermita una pequeña imagen del santo galo a la iglesia parroquial, y no la vuelven a subir a la ermita, de nuevo en procesión, hasta mitad del mes de septiembre.
- También fue importante en la Edad Media la ermita de San Juan Degollado, que dependió desde el siglo XV de los monjes jerónimos de Santa Ana de Tendilla, aunque fue derruida en 1569 y llevada piedra a piedra a la vecina Moratilla de los Meleros y únicamente queda el topónimo de Valdesanjuan, donde se ubicó.

## Fiestas patronales
Dedicadas desde tiempo inmemorial a San Roque, se celebran entre 14 y 19 de agosto. Incluyen encierro y lidia de toros desde el año 1944, siendo entonces alcalde Juan Antonio Lorenzo Lorenzo.
También se celebra la Cruz de Mayo y antiguamente San Miguel Arcángel, declarado patrón perpetuo de la villa por acuerdo alcanzado en concejo abierto el 5 de mayo de 1658, siendo entonces alcaldes ordinarios, Gaspar Sánchez Díaz y Juan Pérez Martínez.

## Fuentelviejo y la literatura
Esta villa tiene el honor de haber sido incluida en dos obras de alto valor literario, ambas debidas a la pluma de Camilo José Cela: Viaje a la Alcarria y Segundo viaje a la Alcarria. Ambas menciones se deben a los paseos que dio Cela por las calles de Fuentelviejo en los meses de junio de 1946 y junio de 1985, respectivamente.